# Fontanières
Fontanières település Franciaországban, Creuse megyében. Lakosainak száma 255 fő (2022. január 1.). Fontanières Charron, Évaux-les-Bains, Reterre, Rougnat, Saint-Julien-la-Genête és Château-sur-Cher községekkel határos.

## Népesség
A település népességének változása:
| Lakosok száma | 361  | 277  | 279  | 257  | 260  | 256  | 249  | 247  | 245  | 255  |
|               | 1968 | 1982 | 1990 | 2006 | 2013 | 2015 | 2017 | 2019 | 2020 | 2022 |